# Hongkong na Letnich Igrzyskach Olimpijskich 1988
Hongkong na Letnich Igrzyskach Olimpijskich 1988 reprezentowało 48 zawodników. Był to dziewiąty start reprezentacji Hongkongu na letnich igrzyskach olimpijskich.
Najmłodszym reprezentantem Hongkongu na tych igrzyskach była 14-letnia pływaczka – Annemarie Munk, zaś najstarszym 47-letni żeglarz – Eric Lockyear.

## Skład reprezentacji

### Judo
- Au Woon Yiu – waga pół lekka mężczyzn (−65 kg) – 20. miejsce
- Chong Siao Chin – waga lekka mężczyzn (−71 kg) – 33. miejsce
- Lam Lap Hing – waga pół średnia mężczyzn (−78 kg) – 14. miejsce
- Lee Kan – waga ekstra lekka mężczyzn (−60 kg) – 9. miejsce
- Ng Chiu Fan – waga średnia mężczyzn (−86 kg) – 19. miejsce

### Kajakarstwo
- Luk Kwok Sun – K-1 1000 m mężczyzn – 5. miejsce w kwalifikacjach
- Tang Kwok Cheung – K-1 500 m mężczyzn – 5. miejsce w kwalifikacjach

### Kolarstwo
- Chow Tai Ming – Wyścig indywidualny ze startu wspólnego mężczyzn – 55. miejsce
- Hui Chak Bor, Hung Chung Yam, Leung Hung Tak, Yu Kai Wai  – Drużynowa jazda na czas – 25. miejsce
- Hung Chung Yam – Wyścig indywidualny ze startu wspólnego mężczyzn – 12. miejsce
- Leung Hung Tak – Wyścig indywidualny ze startu wspólnego mężczyzn – 50. miejsce

### Lekkoatletyka
- Cheung Suet Yee – Bieg na 100 m przez płotki pań – 8. miejsce w kwalifikacjach
- Leung Wing Kwong – Bieg na 100 m mężczyzn – 6. miejsce w kwalifikacjach; Bieg na 200 m mężczyzn – 4. miejsce w kwalifikacjach
- Ng Ka Yee – Bieg na 100 m pań – 7. miejsce w kwalifikacjach; Bieg na 200 m pań – 8. miejsce w kwalifikacjach

### Łucznictwo
- Chan Siu Yuk – Panie indywidualnie – 60. miejsce
- Fok Ming Shan – Panowie indywidualnie – 77. miejsce
- Lai Chi Hung – Panowie indywidualnie – 79. miejsce

### Pływanie
- Hung Cee Kay – 50 m stylem dowolnym kobiet - 35. miejsce, 100 m stylem dowolnym kobiet - 42. miejsce, 200 m stylem dowolnym kobiet - 42. miejsce, 100 m stylem motylkowym kobiet - 31. miejsce
- Arthur Li – 200 m stylem dowolnym mężczyzn - 51. miejsce, 400 m stylem dowolnym mężczyzn - 45. miejsce, 200 m stylem zmiennym mężczyzn - 48. miejsce
- Li Khai Kam – 50 m stylem dowolnym mężczyzn - 35. miejsce, 100 m stylem dowolnym mężczyzn - 50. miejsce
- Annemarie Munk – 100 m stylem motylkowym kobiet - 36. miejsce, 200 m stylem zmiennym kobiet - 32. miejsce, 400 m stylem zmiennym kobiet - 29. miejsce
- Fenella Ng – 100 m stylem dowolnym kobiet - 45. miejsce, 200 m stylem dowolnym kobiet - 36. miejsce
- Tsang Wing Sze – 50 m stylem dowolnym kobiet - 45. miejsce, 100 m stylem grzbietowym kobiet - 35. miejsce
- Tsang Yi Ming – 200 m stylem dowolnym mężczyzn - 56. miejsce, 100 m stylem motylkowym mężczyzn - 39. miejsce
- Watt Kam Sing – 100 m stylem klasycznym mężczyzn - 52. miejsce, 200 m stylem klasycznym mężczyzn - 48. miejsce
- Michael Wright – 50 m stylem dowolnym mężczyzn - 39. miejsce, 100 m stylem dowolnym mężczyzn - 49. miejsce
- Yip Hor Man – 100 m stylem grzbietowym mężczyzn - 42. miejsce, 200 m stylem zmiennym mężczyzn - 40. miejsce
- Hung Cee Kay, Annemarie Munk, Fenella Ng, Tsang Wing Sze – 4 × 100 metrów stylem dowolnym kobiet – 14. miejsce
- Arthur Li, Li Khai Kam, Tsang Yi Ming, Michael Wright – 4 × 100 metrów stylem dowolnym mężczyzn – 16. miejsce
- Tsang Yi Ming, Watt Kam Sing, Michael Wright, Yip Hor Man – 4 × 100 metrów stylem zmiennym mężczyzn – 22. miejsce

### Skoki do wody
- Tang Kei Shan – Trampolina 3 m mężczyzn – 34. miejsce
- Wong Kin Chung – Trampolina 3 m mężczyzn – 35. miejsce

### Strzelectwo
- Gilbert U – Pistolet 50 m – 29. miejsce

### Szermierka
- Chan Kai Sang – szpada indywidualnie mężczyzn – 59. miejsce
- Choy Kam Sing – floret indywidualnie mężczyzn – 53. miejsce
- Lee Chung Man – floret indywidualnie mężczyzn – 57. miejsce
- Tang Wing Keung – szpada indywidualnie mężczyzn – 77. miejsce
- Tong King King – szpada indywidualnie mężczyzn – 64. miejsce
- Weng Tak Fung – floret indywidualnie mężczyzn – 65. miejsce
- Yung Yim King – floret indywidualnie kobiet – 45. miejsce
- Chan Kai Sang, Choy Kam Sing, Tang Wing Keung, Tong King King – szpada drużynowo mężczyzn – 17. miejsce
- Choy Kam Shing, Lee Chung Man, Tong King King, Weng Tak Fung – floret drużynowo mężczyzn – 16. miejsce

### Tenis stołowy
- Chan Chi Ming, Liu Fuk Man – debel mężczyzn – 25. miejsce
- Hui So Hung, Mok Ka Sha – debel kobiet – 11. miejsce
- Lo Chuen Tsung, Vong Vong Ju – debel mężczyzn – 21. miejsce
- Hui So Hung – singiel kobiet – 25. miejsce
- Liu Fuk Man – singiel mężczyzn – 17. miejsce
- Lo Chuen Tsung – singiel mężczyzn – 17. miejsce
- Mok Ka Sha – singiel kobiet – 9. miejsce
- Vong Vong Ju – singiel mężczyzn – 33. miejsce

### Żeglarstwo
- Nicholas Bryan – Klasa Finn – 27. miejsce
- Eric Lockyear – Klasa Latający Holender – 21. miejsce
- Timothy Parsons – Klasa Latający Holender – 21. miejsce
- Sam Wong – Klasa Lechner A-390 – 39. miejsce